# Laetmonice uschakovi
Laetmonice uschakovi är en ringmaskart som beskrevs av Jirkov 1989. Laetmonice uschakovi ingår i släktet Laetmonice och familjen Aphroditidae. Arten har ej påträffats i Sverige. Inga underarter finns listade i Catalogue of Life.